# Petrus Simonius Löfgren (1692-1745)
Petrus Simonius Löfgren, född 29 september 1692 i Linköpings församling, Östergötlands län, död 9 april 1745 i Gryts församling, Östergötlands län, var en svensk präst.

## Biografi
Petrus Löfgren föddes 1692 i Linköpings församling och döptes 1 oktober samma år. Han var son till kyrkoherden Simon Löfgren och Margareta Wong i S:t Laurentii församling, Söderköping. Löfgren studerade i Linköping och blev 1711 student vid Uppsala universitet. Han avlade filosofie kandidatexamen 1721 och blev rektor vid Söderköpings trivialskola 1722. Löfgren prästvigdes 22 augusti 1722 och blev 3 november 1726 kyrkoherde i Gryts församling. Löfgren avled 1745 i Gryts församling och begravdes 21 april samma år i Gryts kyrka med likpredikan av prosten Carl Echman, Söderköping.

### Familj
Löfgren gifte sig 18 augusti 1724 med Emerentia Lithzenius (1707–1783). Hon var dotter till kyrkoherden Petrus Lithzenius och Emerentia Lysing i S:t Laurentii församling, Söderköping. De fick tillsammans barnen kommissionslantmätaren Simon Petrus Löfgren i Östergötlands län, häradsskrivaren Andreas Lysing (1726–1776) i Hammarkinds fögderi, Margareta Löfgren (1728–1728), Daniel Löfgren (1729–1730), Margareta Carolina Löfgren (1731–1731), Daniel Löfgren (1733–1733), Samuel Löfgren (1734–1735) och Johannes Löfgren (1736–1739).